# 孔霸
孔霸（？—？），字次孺，孔子第十三代孫。少負奇才，從夏侯勝治《尚書》。漢昭帝時征為博士。宣帝時以大中大夫授皇太子司經，遷太子詹事，後為高密相。
漢元帝即位，永光元年（前43年），賜爵關內侯，封食邑800戶，号褒成君，为给事中，加赐黄金（铜）二百斤，第一区，徙居長安。
孔霸为人谦退，不好权势，常以为自己的爵位太过，御史大夫贡禹卒，薛广免职，辄欲拜其为御史大夫，但都为孔霸所坚辞。孔霸去世后，皇帝亲临吊唁，諡為「烈」。

## 家庭
祖父：
- 孔武

父亲
- 孔延年

子女
- 孔福：嗣爵褒成君
- 孔捷
- 孔喜
- 孔光：西汉丞相（大司徒）、太师，封博山侯，死后谥为“简烈”。